# Chobham
Chobham – wieś położona w południowo-wschodniej Anglii, w hrabstwie Surrey, ok. 15 minut drogi od Londynu.